# بروكاين بنزيل بنسيللين
بروكاين بنزيل بنسيللين أو بروكائين بنزيل بنسيللين Procaine benzylpenicillin هو من ضمن المضادات الحيوية التي تحارب البكتيريا في الجسم. هو rINN
وهو مستحضر تخزين لبنزيل بنسيلين متوفر للاستعمال بالحقن، مصمم لتزويد تخزين نسيجي يمتص الدواء منه، يعمل لمدة 12-24 ساعة. تصل تراكيز الذروة في البلازما خلال 1- 4 ساعات ويفرغ في فترة عدة أيام.

## الاستعمال الطبي
يستخدم طبيا لمعالجة:
- ذات رئة خفيفة في أطفال.
- الجمرة الخبيثة.
- الإفرنجي (الزُهْرِيٌّ).
- لافرنجي (الزهري) العصبي.
- الزهري (الخلقي).[8]
- داء الوبيل.
- السيلان في الحالات غير المعقدة.
- التهاب الشغاف الناجم عن المكورات العقدية المخضرة (عندما تستخدم بالاقتران مع أمينوغليكوزيد).
- موانع الاستعمال: فرط الحساسية المعروف للبنسيلينات أو للسيفالوسبورينات.

## الاحتياطات
- يجب أن تكون التسهيلات لمعالجة التأقي متوفرة كلما استعملت البنسيللينات. يجب سؤال المرضى بدقة حول تفاعلات أرجية سابقة قبل إعطاء أول جرعة.
- إذا حصل طفح جلدي خلال المعالجة يجب تحويل المريض لمضاد جرثومي من صنف مختلف.
- الاستعمال في الحمل: لا يتوفر دليل بأن للبروكاتين بنزيل بنسيللين تأثير ماسخ، لذا يمكن استعماله خلال الحمل.
- الرضاعة من الصدر:يمكن استعماله.

## الأعراض الجانبية
- تفاعلات فرط الحساسية هي الأكثر شيوعاً التي تتفاوت بشدتها من طفح جلدي إلى تأقي فوري.
- يمكن أن يحصل ألم والتهاب عميق في موضع الحقن العضلي.
- سواد اللسان، إسهال خفيف؛ الغثيان أو القيء، أو ارتعاش.

## التداخلات الدوائية
إذا كنت تتناول أي من الأدوية التالية أخبر الطبيب أو الصيدلاني، فقد تحتاج إلى تعديل الجرعة أو إجراء فحوصات معينة :
- بروبنيسيد.
- الكلورامفينيكول أو التتراسكلين.
- ميثوتريكسات.

## اشكال الدواء
مسحوق للحقن 1 غم بنزيل بنسيللين (= 1 مليون وحدة دولية).
3 غم بنزيل بنسيللين (= 3 ملايين وحدة دولية) في (بالة) زجاجة.

## التخزين
يجب حفظ مسحوق الحقن في زجاجات بدرجة حرارة 2-8 درجة مئوية.

## معلومات وافية
- دستور الأدوية البريطاني[10]